# الذكاء الاصطناعي في الهندسة المعمارية

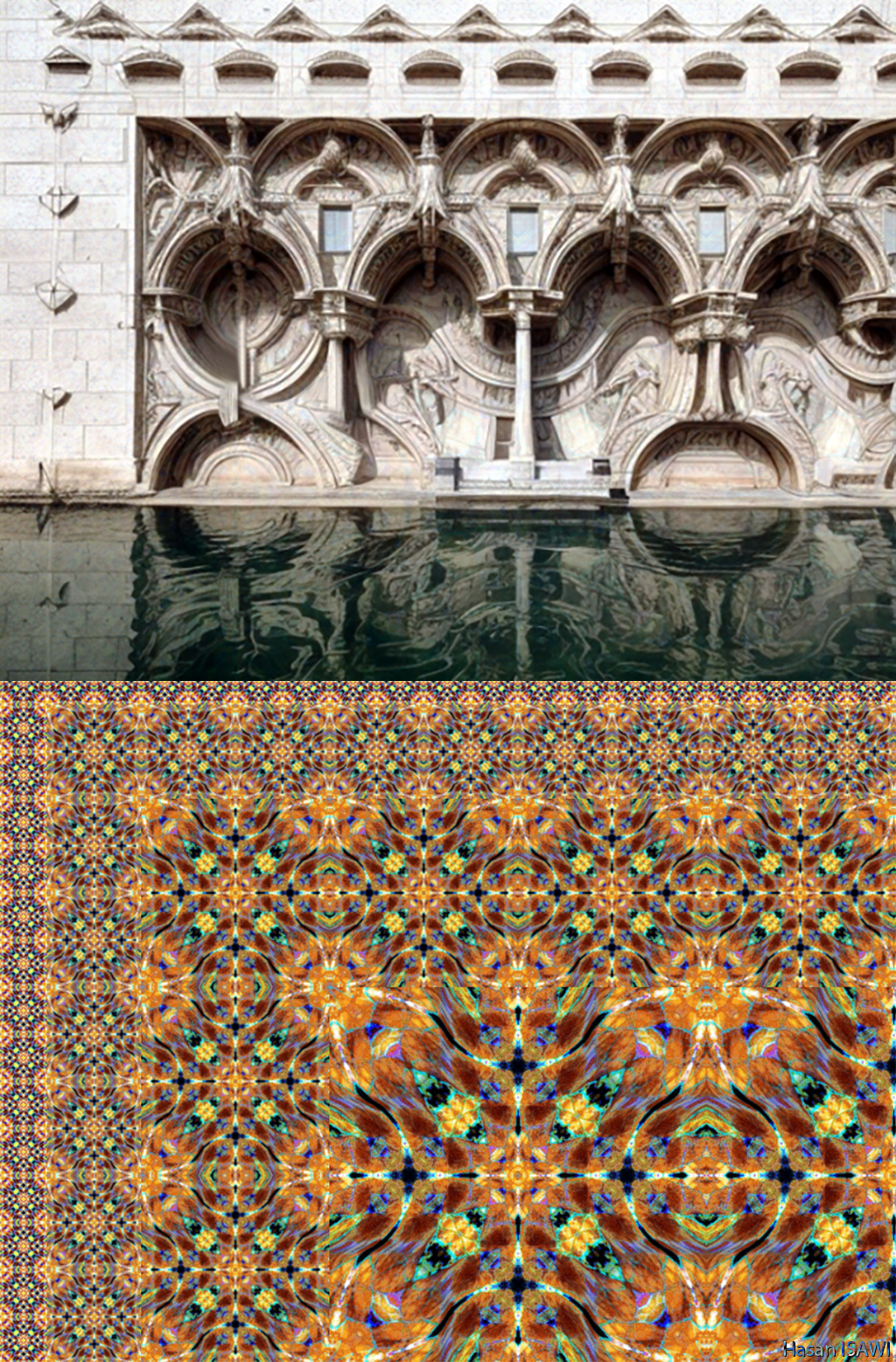
صورة معمارية بواسطة الذكاء الاصطناعي

يُستخدم الذكاء الاصطناعي في الهندسة المعمارية في الأتمتة والتصميم والتخطيط أو في مساعدة المهارات البشرية. ويُعتقد أن الذكاء الاصطناعي قد يؤدي إلى تغييرات كبيرة في الهندسة المعمارية.
لوحظت إمكانات الذكاء الاصطناعي في تحسين التصميم والتخطيط والإنتاجية باعتبارها مسرعات في مجال العمل المعماري، ولوحظت أيضًا قدرته على تعزيز عملية التصميم. أثار ذلك مخاوف بشأن استبدال جوانب أو عمليات أساسية في مهنة العمارة بالذكاء الاصطناعي، فضلاً عن الآثار الفلسفية على المهنة والإبداع.

## تداعيات

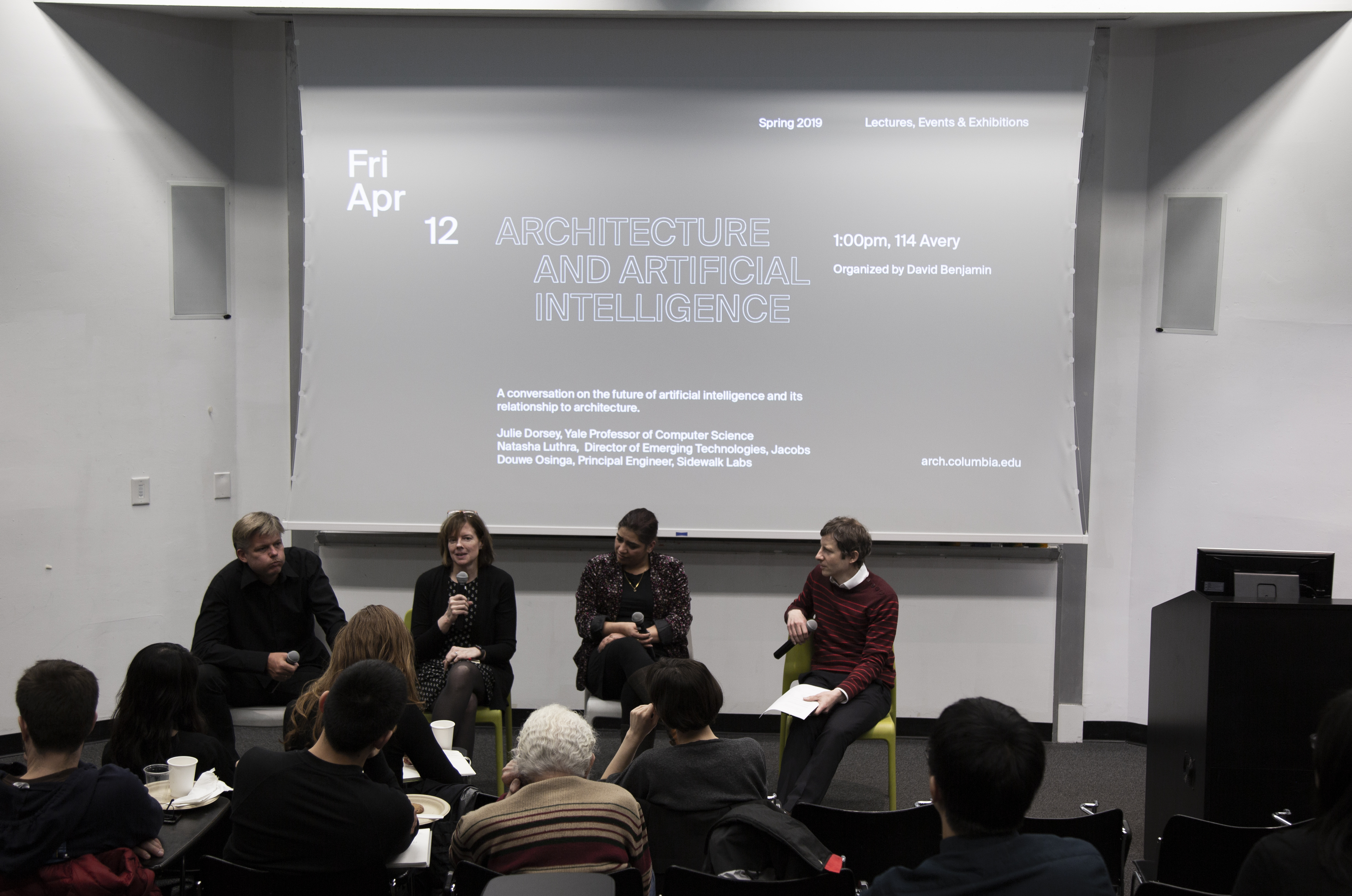
مناقشة في جامعة كولومبيا في عام 2019

### الفوائد
وفقًا لموقع "آرش ديلي"، يُقال إن الذكاء الاصطناعي يمكن أن يعزز مهنة العمارة بشكل كبير من خلال قدرته على تحسين عملية التصميم والتخطيط بالإضافة إلى زيادة الإنتاجية. من خلال قدرته على معالجة كمية كبيرة من البيانات، يُقال إن الذكاء الاصطناعي يتيح للمهندسين المعماريين مجموعة من خيارات التصميم مع مراعاة معايير مثل الميزانية والمتطلبات المعدلة للمساحة وأهداف الاستدامة المحسوبة كجزء من عملية التصميم. ويرى موقع "آرش ديلي" إن هذا قد يسمح بتصميم بدائل مُحسّنة يمكن بعد ذلك مراجعتها بشريًا. وقد تُتيح أدوات الذكاء الاصطناعي للمهندسين المعماريين استيعاب البيانات الحضرية والبيئية لإثراء تصميماتهم، وتبسيط المراحل الأولية لتخطيط المشروع وزيادة الكفاءة والإنتاجية.
تسمح التطورات في التصميم التوليدي من خلال إدخال مطالبات محددة للمهندسين المعماريين بإنتاج تصاميم مرئية، بما في ذلك الصور الواقعية، وبالتالي عرض واستكشاف خيارات المواد والتكوينات المكانية المختلفة. وأشار "آرش ديلي" إلى أن هذا يمكن أن يسرع العملية الإبداعية بالإضافة إلى السماح بالتجريب والتطور في التصميم. بالإضافة إلى ذلك، يمكن أن تساعد قدرة الذكاء الاصطناعي على التعرف على الأنماط والتشفير المهندسين المعماريين في تنظيم موارد التصميم وتطوير تطبيقات مخصصة، مما يعزز الكفاءة والتعاون بين كل من المهندسين المعماريين والذكاء الاصطناعي.
يُعتقد أيضًا أن الذكاء الاصطناعي يمكن أن يساهم في استدامة المباني من خلال تحليل العوامل المختلفة واتباع التعديلات الموفرة للطاقة الموصى بها، مما يدفع الصناعة نحو ممارسات أكثر خضرة. كما يُعتقد أن استخدام الذكاء الاصطناعي في صيانة المباني وإدارة المشاريع وإنشاء تجارب غامرة للواقع الافتراضي قد يعزز عملية سير عمل وتصميم الهندسة المعمارية.
تشمل الأمثلة استخدام نماذج تحويل النص إلى صورة مثل ميدجورني لإنشاء صور معمارية تفصيلية، واستخدام أنظمة تحسين الذكاء الاصطناعي من شركات مثل "فينش 3 دي" وأوتودسك لتوليد مخططات طوابق تلقائيًا من مدخلات برنامجية بسيطة.

### الجماليات

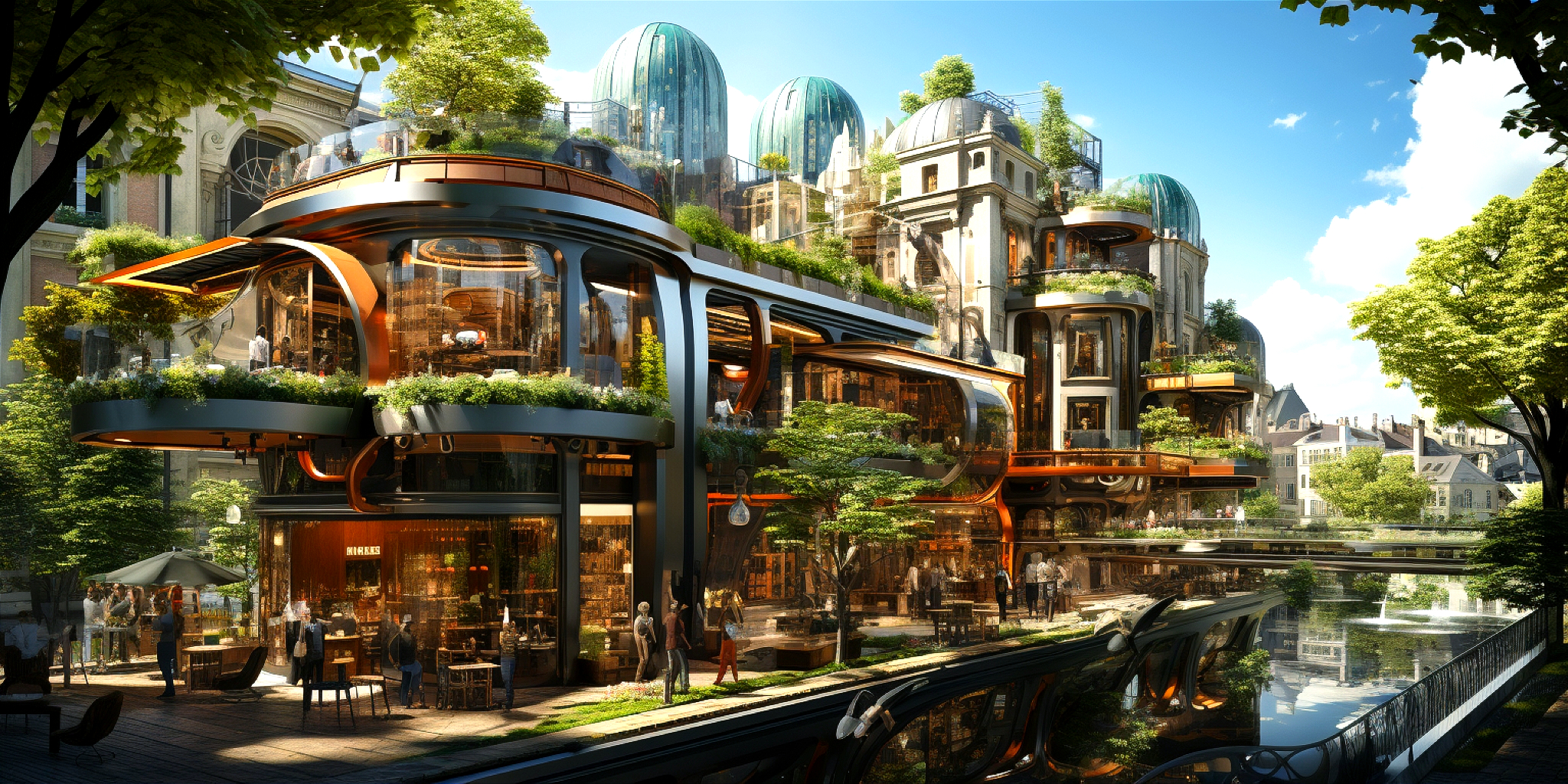
حي "الجوار" من إنتاج ميدجورني

في مقابلة "لسلسلة أيتوبيا" مع مجلة ديزين وهي مجلة إلكترونية متخصصة في الهندسة المعمارية، ناقش المصمم تيم فو الإمكانات التحويلية للذكاء الاصطناعي (AI) في الهندسة المعمارية، حيث توقع مستقبلًا يمكن فيه للذكاء الاصطناعي أن يُبشّر بأسلوب "مستقبلي كلاسيكي جديد"، يمزج بين روعة الجماليات الكلاسيكية والتصميم المستقبلي. من خلال مشروعه التعاوني "The AI Stone Carver"، عرض تيم فو كيف يمكن للذكاء الاصطناعي الابتكار في الممارسات التقليدية من خلال توليد مفاهيم تصميمية يتم تحقيقها بعد ذلك من خلال الحرفية البشرية، مثل نحت الحجر من قِبل البنّاء تيل أبفيل. ويعتقد أن هذا النهج يحتفي باندماج أنماط معمارية متنوعة ويؤكد أيضًا على القدرات الفريدة للذكاء الاصطناعي في تعزيز عمليات التصميم الإبداعية.
أضاف تيم فو إنه يتصور دمج الذكاء الاصطناعي في التصميم كوسيلة لإحياء الزخرفة والجماليات التفصيلية التي تميز الهندسة المعمارية الكلاسيكية، بعيدًا عن البساطة، التي قال إنها تهيمن على الهندسة المعمارية المعاصرة. وجادل بأن مشاركة الذكاء الاصطناعي في مرحلة تكوين الفكرة من التصميم تسمح بعكس الأدوار للآلة والإنسان، مما يمكن المهندسين المعماريين والمصممين من التركيز على إنشاء هياكل أكثر تعقيدًا وزخرفة. وامتد تفاؤل فو ليشمل التأثير الأوسع للذكاء الاصطناعي على المجال المعماري، حيث اعتبره أداة لا غنى عنها من شأنها أن تُغيّر بدلاً من أن تحل محل الأدوار البشرية، مما يثري المجال بتصاميم مبتكرة تُكرم جمال وجودة الهندسة المعمارية الكلاسيكية غير الموجودة في الهندسة المعمارية المعاصرة، مع احتضان التقنيات الجديدة.

### المخاوف
أعرب آدم غرينفيلد، وهو كاتب ومخطط حضريعمل كمتخصص في الجيش الأمريكي، عن شكوكه تجاه الرأي المتفائل بالذكاء الاصطناعي في الهندسة المعمارية. وجادل بأن الذكاء الاصطناعي يُشكل تهديدًا كبيرًا لمهنة الهندسة المعمارية من خلال أتمتة المهام التي يؤديها المهندسون المعماريون تقليديًا. قال جرينفيلد بشأن مستقبل مهنة الهندسة المعمارية إنه ربما سيصبح المجال المعماري المتنوع مجموعة صغيرة من المكاتب والعلامات التجارية الدولية على غرار ماركات الأزياء.